# Satsu
Koordinaten: 59° 23′ N, 26° 50′ O
Satsu ist eine Ansiedlung (estnisch küla, "Dorf") in der Landgemeinde Sonda (Sonda vald) im Nordosten Estlands.
Das Dorf im Kreis Ida-Viru (Ost-Wierland)  hat zehn Einwohner (Stand 1. Januar 2009). Es wurde erstmals 1483 urkundlich erwähnt.